# Арон (река)
Арон (фр. Aron) — река во Франции, правый приток Луары. Длина — 101,42 км, площадь бассейна — 1600 км².
Истоки реки расположены около деревни Крю-ля-Виль, протекает по плоскогорью Морван на территории департамента Ньевр, после чего впадает в Луару на территории Десиза. На большом своём протяжении русло реки расположено параллельно каналу Ниверне. Крупнейший приток реки — Алена.
У деревни Верней находится гидрологическая станция. Среднегодовой расход воды за последние за 1970—2009 годы составляет 17,6 м³/сек, но резко колеблется от времени года: от 40,7 м³/сек в феврале до 2,9 м³/сек в сентябре.